# 越絶書
『越絶書』（えつぜつしょ）は、後漢初期に書かれた春秋戦国時代の呉と越に関する書物。現行本は15巻。
同じく呉と越を扱った後漢の書物に『呉越春秋』があり、内容も多く重なるが、成書年代は『越絶書』の方が早く、『呉越春秋』の記事の中には『越絶書』を元にした箇所が多くあるという。

## 成立
『隋書』経籍志では著者を子貢とする。『越絶書』の外伝本事篇は作者を「呉越の賢者」とのみいい、子貢や伍子胥を作者とする説もあることを述べるが、最終篇に謎めいた文章で実際の著者名を明かしている。明の楊慎によればこの文章は会稽の袁康と呉平の撰述であることを意味し、『論衡』按書篇で王充当時の文雅の英雄とする袁文術・呉君高と同一人物かとする。また同書にいう呉君高『越紐録』が『越絶書』と同一の書物かという。『四庫全書総目提要』もこの説を採用しているが、余嘉錫『四庫提要弁証』によればそうではなく、戦国時代以来の伝承を後漢になってまとめたものとする（陳振孫『直斎書録解題』も同様の説を述べる）。内容が雑多であることから、佐藤武敏は余嘉錫の説に賛成する。
外伝記呉地伝の終わりに「漢が秦をあわせてから今まで242年、勾践が瑯琊に遷都してから建武28年まで567年」とあり、この年数は誤っているものの、成立年代が建武28年（西暦52年）前後であることがわかる。

## 構成・内容
現行の『越絶書』は15巻19篇からなる。内経・内伝・外伝・外伝記の区別をしているが、内容は多様である。『崇文総目』によると古くは内紀8篇・外伝17篇の25篇があったという。
- 越絶外伝・本事第一 - 解題
- 越絶荊平王内伝第二 - 伍子胥が楚から逃亡して諸国を放浪した後に闔廬（闔閭）に用いられ、楚を破って平王の墓を笞うつまでを記す。
- 越絶外伝記・呉地伝第三 - 呉の地誌
- 越絶呉内伝第四 - 伍子胥や范蠡が時節を見定めてから戦いを行ったことを言っているようだが、『春秋公羊伝』に似た文章で難解。
- 越絶計倪内経第五 - 越王勾践に計倪が富国のための政策を授ける。
- 越絶請糴内伝第六 - 大夫種（文種）の策によって越が呉の穀物を購入することを求め、呉王（夫差）はこれを許す。また太宰嚭の策で呉は斉を討伐する。伍子胥は諫めるが、かえって死を賜わる。その後、越に敗れた呉王は伍子胥を殺したことを咎められて自殺する。
- 越絶外伝・紀策考第七 - 楚の出身で呉・越の大夫となった四人の人物（伍子胥・太宰嚭・文種・范蠡）について。
- 越絶外伝記・范伯第八 - 范蠡と文種に関する逸話。
- 越絶内伝・陳成恒第九 - 子貢が斉・呉・越・晋諸国を遊説する話。題の陳成恒とは斉の田恒のこと。
- 越絶外伝記・地伝第十 - 禹から秦末までの越の略史と越の地誌。
- 越絶外伝・計倪第十一 - 勾践が計倪の諫めによく従ったことと、呉が越に勝ったときに夫差が伍子胥の言葉に従わなかったことを記す。
- 越絶外伝記・呉王占夢第十二 - 夫差の見た不思議な夢を公孫聖が解いて殺されるが、後に公孫聖の言うとおりになる。
- 越絶外伝記・宝剣第十三 - 勾践、闔廬、楚王（昭王）の宝剣に関する不思議な話。
- 越絶内経・九術第十四 - 呉に勝つための九種類の方策を文種が授け、勾践はそれに従って呉に財宝を贈って姑胥（姑蘇）台を造らせたり、美女の西施・鄭旦を贈ったりする。
- 越絶外伝記・軍気第十五 - 伍子胥が気の色や二十八宿を見て兵を動かしたことを言う。
- 越絶外伝・枕中第十六 - 勾践が范蠡の言葉を重んじ、それを記したものを枕中に入れて国宝としたことを記す。
- 越絶外伝・春申君第十七 - 李園の妹の李環が計略によって楚の考烈王の相であった春申君と交わり、後に考烈王の側室となる。子（幽王）が即位すると春申君は呉に封ぜられたとする。
- 越絶徳序外伝記第十八 - まとめ
- 越絶篇叙外伝記第十九 - 問答体のまとめ

## 非漢族の言語に関する記載
呉内伝第四の勾践の命令（維甲令）に「人鎩」「須慮」など、いくつかの越語を説明した箇所がある。

## 翻訳
- Olivia Milburn, The glory of Yue : an annotated translation of the Yuejue shu, Sinica Leidensia no. 93, Brill, 2010.